# العلاقات الكورية الشمالية الميانمارية
العلاقات الكورية الشمالية الميانمارية هي العلاقات الثنائية التي تجمع بين كوريا الشمالية وميانمار.

## مقارنة بين البلدين
هذه مقارنة عامة ومرجعية للدولتين:
| وجه المقارنة                                              | كوريا الشمالية                        | ميانمار          |
| --------------------------------------------------------- | ------------------------------------- | ---------------- |
| المساحة (كم2)                                             | 120.54 ألف                            | 676.58 ألف       |
| عدد السكان (نسمة)                                         | 25.49 مليون                           | 53.37 مليون      |
| الكثافة السكانية (ن./كم²)                                 | 211.47                                | 78.88            |
| العاصمة                                                   | بيونغيانغ                             | نايبيداو، يانغون |
| اللغة الرسمية                                             | لغة كوريا الشمالية القياسية ‏          | اللغة البورمية   |
| العملة                                                    | وون كوري شمالي                        | كيات ميانماري    |
| الناتج المحلي الإجمالي (بليون دولار)                      |                                       | 69.32 مليار      |
| الناتج المحلي الإجمالي (تعادل القوة الشرائية) بليون دولار |                                       | 282.95 مليار     |
| الناتج المحلي الإجمالي الاسمي للفرد دولار أمريكي          |                                       | 1.16 ألف         |
| الناتج المحلي الإجمالي للفرد دولار أمريكي                 |                                       |                  |
| مؤشر التنمية البشرية                                      |                                       | 0.536            |
| رمز المكالمات الدولي                                      | +850                                  | +95              |
| رمز الإنترنت                                              | .kp                                   | .mm              |
| المنطقة الزمنية                                           | ت ع م+08:30، ت ع م+08:30، ت ع م+09:00 | ت ع م+06:30      |

## منظمات دولية مشتركة
يشترك البلدان في عضوية مجموعة من المنظمات الدولية، منها:
| علم المنظمة | اسم المنظمة                   | تاريخ انضمام كوريا الشمالية | تاريخ انضمام ميانمار |
| ----------- | ----------------------------- | --------------------------- | -------------------- |
|             | الاتحاد البريدي العالمي       | ?                           | ?                    |
|             | المنظمة الهيدروغرافية الدولية | ?                           | ?                    |
|             | يونسكو                        | 18 أكتوبر 1974              | 27 يونيو 1949        |
|             | الأمم المتحدة                 | 17 سبتمبر 1991              | 19 أبريل 1948        |
|             | الاتحاد الدولي للاتصالات      | ?                           | 15 سبتمبر 1937       |
|             | منتدى آسيان الإقليمي ‏         | ?                           | ?                    |

## وصلات خارجية
- موقع وزارة الخارجية الكورية الشمالية
- موقع وزارة الخارجية الميانمارية